# Xã Van Buren, Quận Newton, Missouri
Xã Van Buren (tiếng Anh: Van Buren Township) là một xã thuộc quận Newton, tiểu bang Missouri, Hoa Kỳ. Năm 2010, dân số của xã này là 1.374 người.